# Dansk Sprognævn
Dansk Sprognævn ("Dansk Språknämnd") är den myndighet under danska kulturministeriet som har tillsyn över danska språket.
Denna språknämnd har sitt säte i Bogense och skapades 1955. Nämnden har tre huvuduppgifter:
- att följa språkets utveckling
- att besvara frågor om danska språket och dess användning
- att uppdatera den officiella danska ordboken Retskrivningsordbogen

Nämndens anställda medlemmar läser ny dansk litteratur och följer skrivna och etersända media, för att notera nya ord och deras användning. Nya ord måste vara tillräckligt etablerade innan de införs i Retskrivningsordbogen, som alla myndigheter och skolor är skyldiga att följa enligt dansk lag. 
Nämnden får cirka 14 000 språkförfrågningar per år via telefon, brev och e-post, de flesta från företag och institutioner, men även från enskilda medborgare. 
Dansk Sprognævn har daglig kontakt med sina systernämnder i de andra skandinaviska länderna, Språkrådet och Norsk språkråd, för att se till att de tre språken inte glider ifrån varandra mer än nödvändigt. Nämnden har även juridiska möjligheter att förhindra att privata företag eller organisationer varumärkesskyddar vanliga ord och fraser.